# Пологрудовское сельское поселение
Пологрудовское се́льское поселе́ние — муниципальное образование в Тарском районе Омской области Российской Федерации.
Административный центр — село Пологрудово.

## История
Статус и границы сельского поселения установлены Законом Омской области от 30 июля 2004 года № 548-ОЗ «О границах и статусе муниципальных образований Омской области»

## Население
| 2010  | 2011  | 2012  | 2013  | 2014  | 2015  | 2016  |
| ----- | ----- | ----- | ----- | ----- | ----- | ----- |
| 1710  | ↘1704 | ↘1678 | ↘1665 | ↘1639 | ↘1603 | ↘1565 |
| 2017  | 2018  | 2019  | 2020  | 2021  | 2023  |       |
| ↘1539 | ↘1506 | ↘1477 | ↘1450 | ↘1158 | ↘1105 |       |

## Состав сельского поселения
| № | Населённый пункт | Тип населённого пункта       | Население |
| - | ---------------- | ---------------------------- | --------- |
| 1 | Максима Горького | посёлок                      | ↘695      |
| 2 | Пологрудово      | село, административный центр | ↘723      |
| 3 | Пятилетка        | посёлок                      | ↘212      |
| 4 | Тимирка          | деревня                      | ↘80       |

### Упразднённые населённые пункты
Усюльган — упразднённая в 2008 году деревня